# Baustil
Unter Baustil (auch Architekturstil) versteht man vor allem in der Kunstgeschichte einen regional oder international bedeutsamen Stil in der Architektur und im Bauwesen. Grundlage bildet die für einen Architekten, eine Architektenschule oder eine historische Epoche oder Region typische Formensprache.      
Vor allem in den Architekturwissenschaften (Architekturtheorie, Baugeschichte, historische Bauforschung und Denkmalpflege) wird das Konzept des Epochenstils immer mehr hinterfragt. Man spricht in diesen Disziplinen heute in der Regel von Bauepochen, historischen Bautypologien oder historischen Bauformen und nutzt den Stilbegriff nur noch für die bewusste Übernahme von vergangenen oder exotischen Bauformen, selten auch zur Unterscheidung der verschiedenen Architekturströmungen des 20. und 21. Jahrhunderts.      
Die wichtigste Einteilung von Baustilen bzw. Bauepochen erfolgt nach zeitlichen Abschnitten im Kontext gewisser Räume und Kulturen. Diese ist eng bis lose verwandt mit anderen Stilrichtungen innerhalb der Design- und Kunstgeschichte, eng zum Beispiel den Möbelstilen, weniger eng mit denen der Malerei und Bildhauerei. In die Innenarchitektur und Ornamentik spielen auch die Stile der Kleidermode hinein. Architekturstile sind aufgrund des Umfangs des Werkes naturgemäß langsam veränderlich, folgen kaum schnelllebigen Moden, und finden ihre breite Anwendung oft erst ein bis zwei Generationen nach analogen Entwicklungen in anderen Kunstsparten, oder breiten sich entsprechend langsam aus. Auch überlappen sich aufeinanderfolgende Stile bzw. Epochen durchweg über Jahrzehnte.

## Übersicht wesentlicher Stile bzw. Epochen
Siehe auch: Geschichte der Architektur –  Überblick über die wichtigsten Stile bzw. Epochen der Baugeschichte

### Antike
- Griechische Architektur
- Römische Architektur
- Frühchristliche Architektur

### Mittelalter
- Vorromanik (5. bis ins 11. Jahrhundert)
- Romanik (1000–1235)
- Gotik (1140–1520)
- Scheldegotik

### Neuzeit
- Renaissance (1510–1620)
  - Manierismus
- Barock/Rokoko (1575–1720)/(1720–1780)
  - Chinoiserie / Chinesischer Stil während der Barockzeit
- Klassizismus (1770–1840)

### 19. Jahrhundert
- Historismus (1830–1910): In der Phase des Historismus herrscht ein Stilpluralismus. In der Zeit des Historismus werden gleichzeitig unterschiedliche an frühere Architektur-Epochen angelehnte Baustile oder Baustile aus anderen Weltregionen angewandt (teilweise als Eklektizismus auch vermischt): Unter anderem ...
  - Neugotik
  - Neoromanik
  - Neorenaissance
  - Neobarock
  - Maurischer Stil
  - Schweizer Stil
- Jugendstil (1890–1910)

### 20. Jahrhundert
- Art déco
- Heimatschutzarchitektur
- Moderne: Ähnlich wie im Historismus treten innerhalb der Architektur der Moderne diverse Strömungen parallel auf. Da sich die Väter der Moderne vehement abgrenzten vom Historismus und dessen rein dekorativen und fassaden-haftigen Stilpluralismus, ist es im Bezug auf die Moderne problematisch von Stilen zu sprechen. Es handelt sich eher um Architektur-Richtungen oder Strömungen mit unterschiedlichen Konzepten, d. h. um Architekturhaltungen. Allerdings teilt man die Epoche der Moderne in der Architektur auch zeitlich in Abschnitte ein.
  - Phasen der Moderne:
    - Wegbereiter der Moderne, vor dem Ersten Weltkrieg
    - Klassische Moderne, zwischen Erstem und Zweitem Weltkrieg
    - Nachkriegsmoderne, nach dem Zweiten Weltkrieg

  - Strömungen der Moderne:
    - Organisches Bauen
    - Neues Bauen
    - Expressionismus
    - Amsterdamer Schule
    - De Stijl
    - Funktionalismus
    - Bauhaus
    - Neue Sachlichkeit
    - Konstruktivismus
    - Sozialistischer Klassizismus
    - Rationalismo
    - Minimalismus
    - High-Tech-Architektur
    - Internationaler Stil
    - Brutalismus
    - Strukturalismus
    - Kritischer Regionalismus
- Neoklassizismus
- Postmoderne (nach 1959)
- Dekonstruktivismus  (nach 1983)

## Regionale und lokale Baustile (Auswahl)

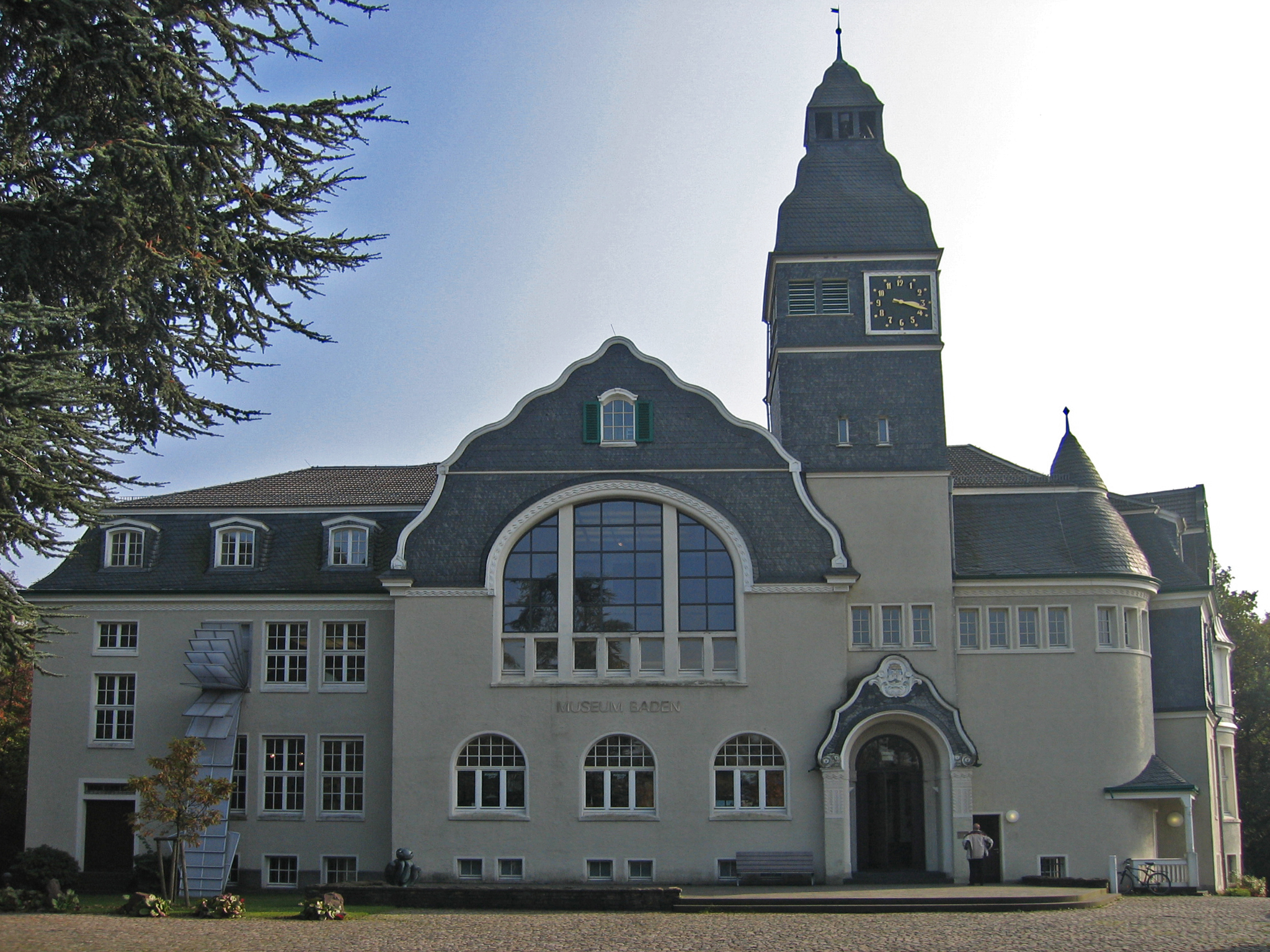
Neubergischer Stil

Zakopane-Stil (oder Witkiewicz-Stil)eine Architekturrichtung ab den 1890er Jahren, inspiriert von der regionalen Baukunst der polnischen Hochlandregion bei Zakopane.
Neubergischer StilBergisches Land, Anfang des 20. Jahrhunderts: Eine Heimatschutzarchitektur, die auf die Tradition des Bergischen Hauses zurückgriff.
Magdeburger ModerneDas Wirken von Bruno Taut, Albin Müller und anderen zu Beginn des 20. Jahrhunderts in Magdeburg.

## Einzelbelege
1. ↑  Stephan Hoppe, Norbert Nußbaum und Matthias Müller (Hrsg.): Stil als Bedeutung in der nordalpinen Renaissance. Wiederentdeckung einer methodischen Nachbarschaft. Regensburg 2008. Vgl. insbesondere (mit weiteren Literaturangaben): Stephan Hoppe: Stil als Dünne oder Dichte Beschreibung. Eine konstruktivistische Perspektive auf kunstbezogene Stilbeobachtungen unter Berücksichtigung der Bedeutungsdimension, S. 48–103.
2. ↑  MaMo: Magdeburger Moderne, mit Broschüre zum Herunterladen.
3. ↑  mit fünfsprachigem Glossar